# Meigs
Meigs é uma cidade localizada no estado americano de Geórgia, no Condado de Mitchell e Condado de Thomas.

## Demografia
Segundo o censo americano de 2000, a sua população era de 1090 habitantes.
Em 2006, foi estimada uma população de 1097, um aumento de 7 (0.6%).

## Geografia
De acordo com o United States Census Bureau tem uma área de 4,2 km², dos quais 4,1 km² cobertos por terra e 0,1 km² cobertos por água. Meigs localiza-se a aproximadamente 104 m acima do nível do mar.

## Localidades na vizinhança
O diagrama seguinte representa as localidades num raio de 24 km ao redor de Meigs.